# James Hamilton (calciatore 1858)
James Hamilton (Belfast, 29 novembre 1858 – 19 luglio 1932) è stato un calciatore nordirlandese, di ruolo portiere.